# Hakob Tonoyani anvan Sowpergavat' 2001
La Hakob Tonoyani anvan Sowpergavat' 2001 è stata la quinta edizione della supercoppa armena di calcio.
L'edizione del 2000 non fu disputata a causa del boicottaggio da parte del Mika Ashtarak, vincitore della coppa e pertanto non fu assegnato il trofeo.
La partita fu disputata dal P'yownik, vincitore del campionato, e dal Mika Ashtarak, vincitore della coppa.
L'incontro si giocò il 9 maggio 2002: inizialmente era programmato per il dicembre precedente ma venne posticipato a causa del maltempo. Vinse il Pyunik, al suo secondo titolo.

## Tabellino
| Erevan 9 maggio 2002                                                   | P'yownik  | 2 – 1      | Mika Ashtarak | Stadio Repubblicano Vazgen Sargsyan |
| \| \| \| \| \| Voskanian 75’ Bilibio 86’ \| Marcatori \| 3’ Bulanov \| |           |            |               |                                     |
|                                                                        |           |            |               |                                     |
| Voskanian 75’ Bilibio 86’                                              | Marcatori | 3’ Bulanov |               |                                     |